# Maria Amàlia de Borbó
Maria Amàlia de Borbó i de Borbó-Parma (Palau Reial d'El Pardo, 9 de gener de 1779 – Palau Reial de Madrid, 22 de juliol de 1798) fou Infanta d'Espanya.
Era filla del rei Carles IV d'Espanya i de la princesa Maria Lluïsa de Borbó-Parma. Neta per via paterna del rei Carles III d'Espanya i de la princesa Maria Amàlia de Saxònia i per via materna del duc Felip I de Parma i de la princesa Elisabet de França.
El dia 25 d'agost de 1795 es casà a La Granja de Sant Ildefons amb el seu oncle, l'infant Antoni d'Espanya, fill del rei Carles III d'Espanya i de la princesa Maria Amàlia de Saxònia. La parella no tingué fills. Antoni Pasqual era oncle de la infanta Maria Amàlia i tot i ser el fill petit de Carles III tenia 24 anys més que la seva esposa. Maria Amàlia morí el dia 22 de juliol de 1798 a l'edat de 19 anys.